# Nami Nabekura
Nami Nabekura (jap. 鍋倉那美, Nabekura, Nami; * 11. April 1997) ist eine japanische Judoka, die 2018 bei den Asienspielen gewann.

## Sportliche Karriere
Nami Nabekura kämpft im Halbmittelgewicht, der Gewichtsklasse bis 63 Kilogramm. 2014 war sie Zweite der Juniorenweltmeisterschaften, 2015 gewann sie den Titel. 2017 siegte sie bei den Asienmeisterschaften in Hongkong. Beim Grand-Slam-Turnier in Tokio 2017 erreichte sie das Finale und unterlag dann ihrer Landsfrau Miku Tashiro. 2018 gewann sie bei den Asienspielen in Jakarta mit einem Finalsieg über Kiyomi Watanabe von den Philippinen. Beim Grand-Slam-Turnier in Osaka belegte Nabekura 2018 den zweiten Platz hinter ihrer Landsfrau Masako Doi. 2019 belegte sie den dritten Platz bei den Grand-Slam-Turnieren in Paris und in Osaka. Bei den japanischen Meisterschaften belegte sie 2019 nach einer Finalniederlage gegen Miku Tashiro den zweiten Platz.